# Краславская волость
Краславская волость (латыш. Krāslavas pagasts) — одна из 26 территориальных единиц Краславского края Латвии. Граничит с городом Краслава, Удришской, Каплавской, Комбульской, Скайстской и Калниешской волостями своего края. Административным центром волости является село Эзеркалнс.

## Населенные пункты
- среднее село Эзеркалнс - 210 жителей